# Ctenodiplosis subrotunda
Ctenodiplosis subrotunda är en tvåvingeart som beskrevs av Jean-Jacques Kieffer 1913. Ctenodiplosis subrotunda ingår i släktet Ctenodiplosis och familjen gallmyggor.
Artens utbredningsområde är Tanzania. Inga underarter finns listade i Catalogue of Life.